# Žygimantas Pavilionis
Žygimantas Pavilionis (ur. 22 lipca 1971 w Wilnie) – litewski dyplomata i polityk, w latach 2010–2015 ambasador Litwy w Stanach Zjednoczonych i Meksyku, poseł na Sejm Republiki Litewskiej (od 2016).

## Życiorys
Syn Rolandasa Pavilionisa i Mariji Aušrinė Pavilionienė. W 1989 ukończył szkołę średnią w Wilnie, a w 1994 studia w Instytucie Nauk Politycznych i Stosunków Międzynarodowych Uniwersytetu Wileńskiego. W 1995 uzyskał magisterium z filozofii na tej samej uczelni. W 2013 doktoryzował się z nauk politycznych na podstawie pracy poświęconej europejskiej metapolityce Stolicy Apostolskiej i Litwy.
Od 1993 zawodowo związany z litewskim Ministerstwem Spraw Zagranicznych. Do 1999 zajmował kolejno stanowiska III sekretarza w Departamencie Europy Zachodniej, asystenta dyrektora departamentu politycznego, I sekretarza oraz naczelnika wydziału współpracy politycznej Departamentu Integracji Europejskiej. W latach 1999–2001 radca oraz radca-minister w stałym przedstawicielstwie Litwy przy Unii Europejskiej. W latach 2002–2004 kierował Departamentem Integracji Europejskiej (później Departamentem Unii Europejskiej) w MSZ. Był zastępcą głównego negocjatora Litwy Vygaudasa Ušackasa ds. akcesji tego kraju do UE. Od 2006 do 2009 pełnił funkcję sekretarza MSZ, w 2007 otrzymując rangę ambasadora. W latach 2009–2010 jako ambasador do specjalnych poruczeń w Departamencie Współpracy Transatlantyckiej i Polityki Bezpieczeństwa odpowiadał za litewską prezydencję we Wspólnocie Demokracji. W lipcu 2010 został mianowany na stanowisko ambasadora Litwy w USA oraz w Meksyku, placówką tą kierował do 2015. Po powrocie na Litwę zajmował się w MSZ Partnerstwem Wschodnim. Został też wykładowcą w Litewskiej Akademii Wojskowej.
Od lat 90. zaangażowany w działalność polityczną w ramach Litewskich Chrześcijańskich Demokratów, był przewodniczącym organizacji młodzieżowej tej partii. Od 2009 członek Związku Ojczyzny, w 2016 dołączył do władz krajowych TS-LKD. W tym samym roku z ramienia tego ugrupowania uzyskał mandat deputowanego na Sejm. Z powodzeniem ubiegał się o poselską reelekcję w 2020 i 2024.

## Odznaczenia
- Krzyż Kawalerski Orderu „Za Zasługi dla Litwy” (2003)[10]
- Wielki Oficer Orderu Oranje-Nassau (Holandia, 2008)[1]
- Krzyż Komandorski Orderu Zasługi RP (Polska, 2009)[11]
- Krzyż Komandorski Orderu Leopolda II (Belgia, 2009)[1]
- Prezydencki Order Doskonałości (Gruzja, 2013)[12]
- Krzyż Zasługi II klasy MSZ (Estonia, 2022)[13]